# Улица Куйбышева (Пенза)
У́лица Ку́йбышева (бывшая Суво́ровская у́лица) — улица в Пензе, расположенная в историческом центре города. Проходит от улицы Лермонтова до Тамбовской.
Это одна из первых улиц, возникших в городе XVII — начале XVIII веков в слободе пеших казаков, и называлась она Верхней Пешей. Первые упоминания о Верхней пешей улице датируются 1796 годом. 5 мая 1900 года в связи со 100-летием со дня смерти великого русского полководца А. В. Суворова Верхняя Пешая была переименована в Суворовскую. Это название улица имела до 1919 года и с 1926 по 1939 год, когда она была переименована в улицу имени советского партийного и государственного деятеля В. В. Куйбышева. С 1919 по 1926 год улица именовалась Троцкой.
В настоящее время на улице Куйбышева располагаются:
- Дом Бадигина
- Пензенский областной центр специализированных видов медицинской помощи
- Губернский банк «Тарханы»
- Пензенский музей народного творчества, открытый 7 января 1975 года в доме № 45а — памятнике русского деревянного зодчества XIX века
- Газетный корпус издательско-полиграфического комплекса «Пензенская правда»

В 1989 году на месте призывного пункта углу улиц Куйбышева и Тамбовской установлен памятник «Проводы»

## Галерея

Памятник Проводы (Угол улиц Куйбышева и Тамбовской)
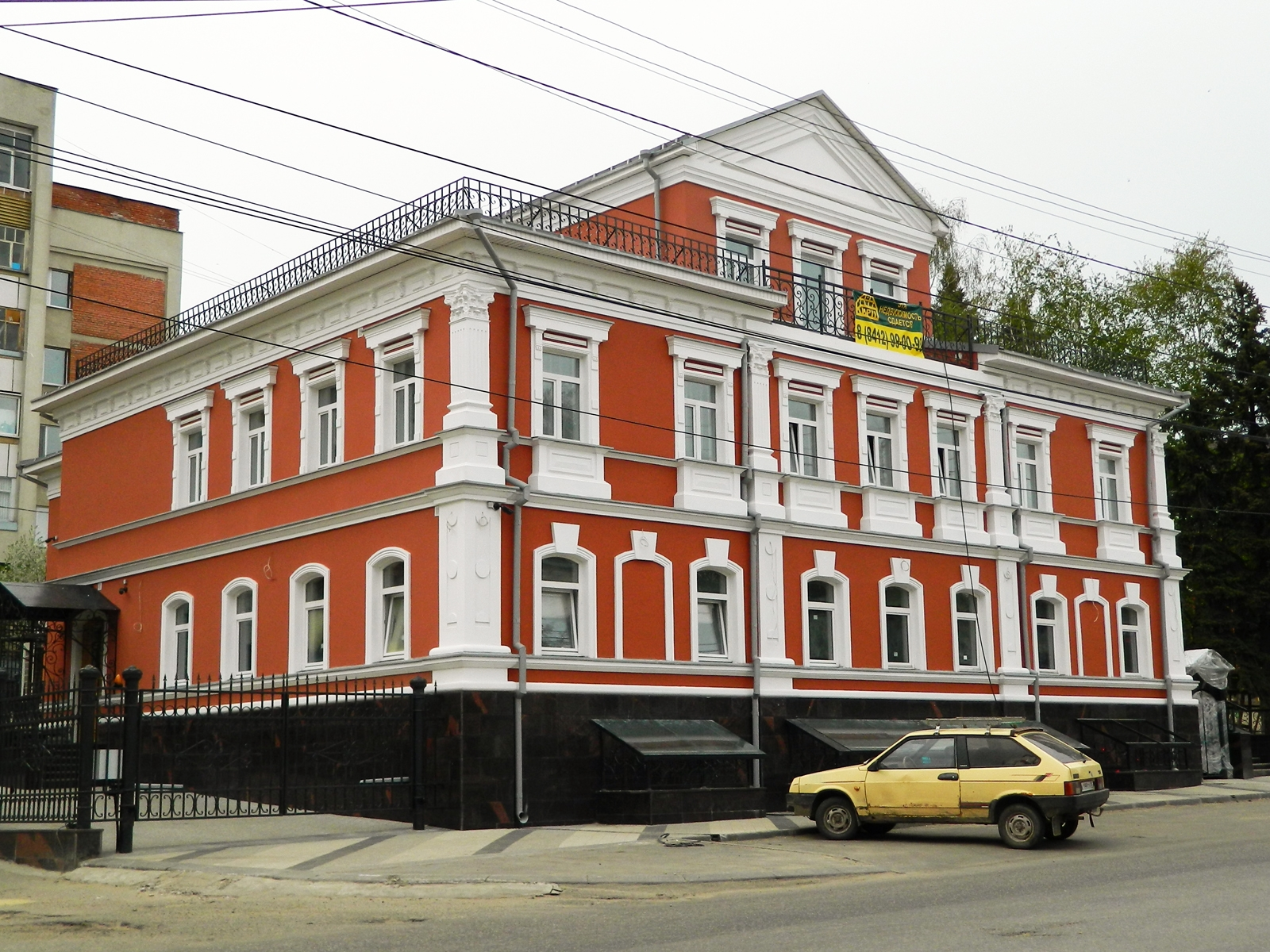
Дом Бадигина (Построен заново вместо прежнего здания, снесённого после пожара в 2009 г.)
Памятник Л. А. Загоскину у здания Музея народного творчества в Пензе (2018, скульптор И. В. Порватов)